# Ophioglossum stipatum
Ophioglossum stipatum là một loài dương xỉ trong họ Ophioglossaceae. Loài này được Miers ex Colla mô tả khoa học đầu tiên năm 1836.
Danh pháp khoa học của loài này chưa được làm sáng tỏ. 